# Praga B
Letecké motory Praga B a Praga B-2, popřípadě označený jako Praga B II byly ploché dvouválcové motory chlazené vzduchem. První motor Praga B byl zkonstruován v roce 1934 ing. Bohuslavem Šimůnkem jako první ze zamýšlené řady motorů pro lehká a sportovní letadla. O rok později byl představen Praga B-2 se zvýšeným výkonem.

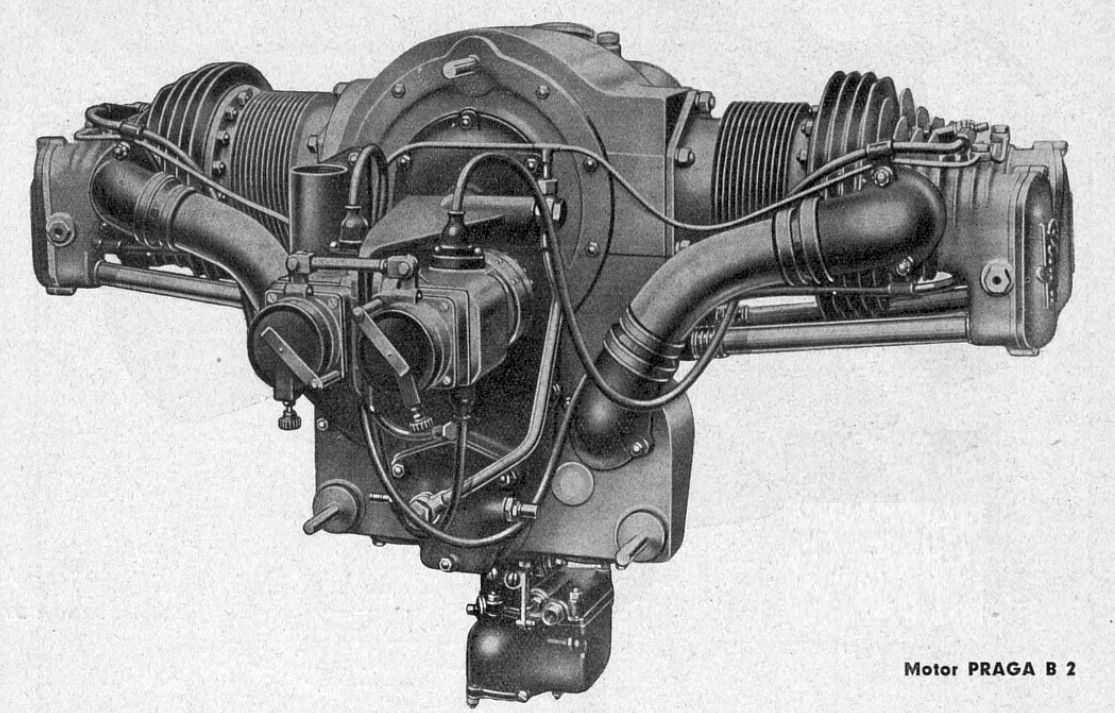
Letecký motor Praga B-2, zadní pohled (1935)

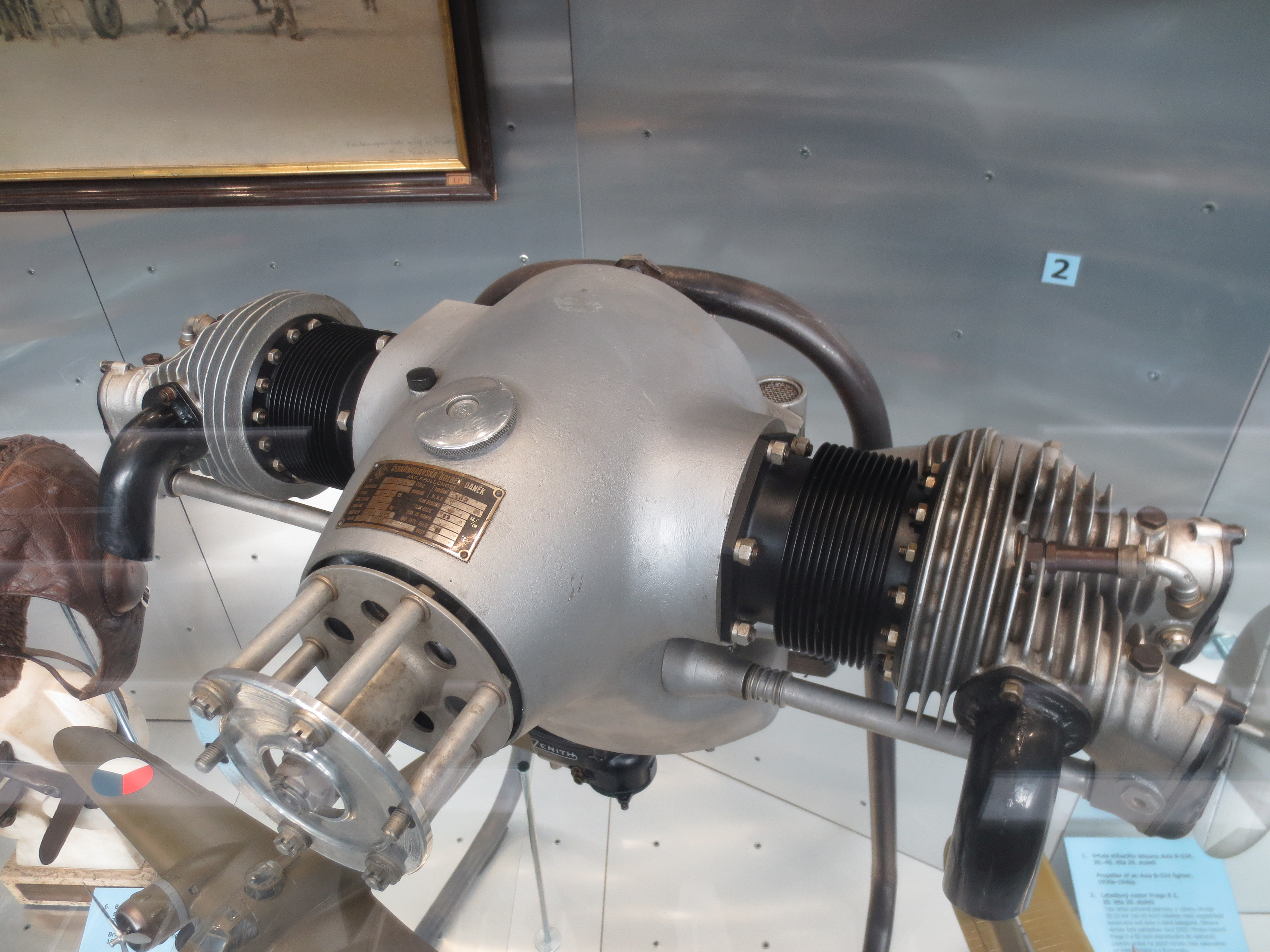
Praga B-2, NTM 2020

## Vznik a vývoj
Motor Praga B byl inspirován americkým motorem pro lehká letadla Aeronca E-113A o vzletovém výkonu 26/29 kW (36/40 k), který byl koncernem ČKD, závod Praga zakoupen pro prototyp nového letounu Praga E-114. Společnost Praga, již od roku 1930 jako člen koncernu Českomoravská-Kolben-Daněk (ČKD-Praga) vyvinula letecký motor B jako první plochý motor zkonstruovaný touto společností. Bylo logické, že společnost ČKD Praga, která již v první světové válce vyráběla letecké motory, se po zvážení odbytových možností rozhodla k výrobě vlastního malého leteckého motoru. Motor byl použit na sportovním a cvičném letounu Praga E-114.
Motor Praga B 36/40 ks, továrny Českomoravská-Kolben-Daněk, byl prací Ing. Bohuslava Šimůnka. Jeho malá hmotnost a vyšší specifický výkon motor zařadil mezi nejlepší motory tohoto druhu. V letadle Praga 114 dociloval rychlosti přes 145 km/h a převyšoval stoupavost 360 m za 3 min v obsazení dvěma osobami. Spotřebou paliva a oleje se stal provoz levným obdobně jako u nejmenšího automobilu.

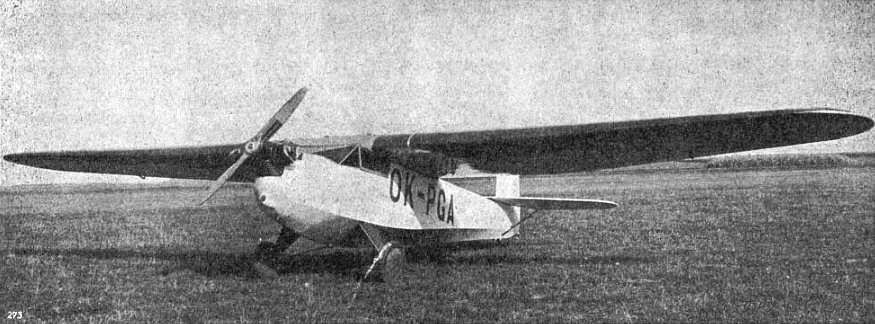
Praga E-114, prototyp OK-PGA (Letectví, říjen1934).

V roce 1935 byl motor ing. Šimůnkem vylepšen na verzi Praga B-2, vzletový výkon zvýšen na 33 kW/45 k při 2510 ot/min a jmenovitý na 29 kW/40 k při 2440 ot/min. Celkem bylo vyrobeno 130 motorů, z nichž mnohé byly exportovány do Velké Británie (spol. Jowett Cars Ltd. z Idle, Bradford pro letouny Hillson Praga, Hilston Pennine, Mignet Flying Flea), Jugoslávie, Holandska (de Schelde Scheldemeeuw, de Schelde Scheldemusch), Rumunska a Estonska. Licenční práva byla prodána do Velké Británie a do Rumunska. Poslední 4 vyrobené motory odebral v roce 1941 Slovenský stát.
Z varianty E-114 byl v roce 1937 vyvinut prototyp označený Praga E-115. Vyznačoval se se „zjemnělými“ tvary a hlavně silnějším motorem Praga B-2. Do sériové výroby se však letoun E-115 nedostal. Avšak prototyp Praga E-115 pilotován Janem Anderlem dosáhl ve dnech 18.-22. března 1938 tří mezinárodních rekordů, na dvoumístné variantě (Anderle-Franek) v rychlosti 171,559 km/h na okruhu 100 km, v dostupu 5 851 m v jednomístném letounu a v dvoumístném provedení (spolucestující E. Franek) dostoupal na 4 872 m.

## Popis motoru
Motor „Praga „B“ byl čtyřtaktní, dvouválcový vzduchem chlazený „flattwin“ (boxer). Přední část motoru byla úplně hladká pro dosažení minimálního odporu vzduchu. Celkový tvar motoru byl co nejvíce přizpůsoben aerodynamickému tvaru přední částí trupu letadla, sledoval tvar vrtulového náboje a přecházel v trup tak, že nebyla třeba zvláštní kapota přes motor, a zároveň povrch motorové skříně tvořil chladicí plochu olejové nádrže, obsažené v tělese motorové skříně. Na zadní straně byly instalovány 2 elektromagnet, olejové čerpadlo, potrubí a odvzdušňovač (s vývodem mimo kapotu). Ve spodní části víka motorové skříně byl instalován karburátor.

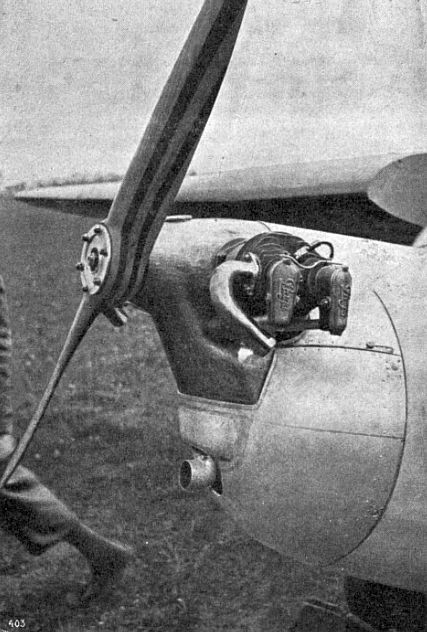
Praga B v letadle Praga E-114 (červenec 1935)

Motorová skříň byla z hliníkové slitiny a obsahovala v přední i dolní části olejovou nádrž. Klikový mechanismus běžel na válečkových ložiskách, rovněž vačkový hřídel a vahadla ventilů měla valivé uložení. Klikový hřídel, dvakrát zalomený, měl v krajních ramenech protizávaží. Běžel na dvou válečkových, radiálních ložiscích a na jednom axiálním. Na zadním konci klikového hřídele bylo umístěno poháněcí kolečko rozvodu a přívodu tlakového oleje. Ojnice byly lisované z nitridované oceli. Hliníkový píst byl odlit do kovové formy, měl tři kroužky, dva těsnicí a jeden stírací. Válce byly vykovány z chromové oceli, hlava válců odlitá z hliníkové slitiny byla bohatě žebrována. Cementovaný vačkový hřídel z chromniklové oceli běžel na dvou kuličkových ložiscích. Sací potrubí bylo umístěno za válci a procházelo motorovou skříní. Zapalovací magneto u verze B bylo vzadu na konsole, byl to dvoujiskrový magnet Bosch se speciální impulsní spojkou, kterou byla docílena účinná jiskra i při pomalém protáčení motoru. U motoru Praga В 2 zapalování obstarávaly 2 magneta BTH MC2-S 1. Oba zapalovací systémy měly možnost ruční změny zapalovacího předstihu. Motor má vlastní objemnou olejovou nádrž (náplň 3 kg), dvojité olejové čerpadlo a 2 filtry na olej. Mazání motoru tlakové, cirkulační se suchou klikovou skříní. Karburátor Zenith 42 M143. Vzduchem chlazený motor Praga В s dvěma vodorovnými protilehlými válci byl ve třech bodech pružně usazen na motorovém loži, svařeném z ocelových trubek.

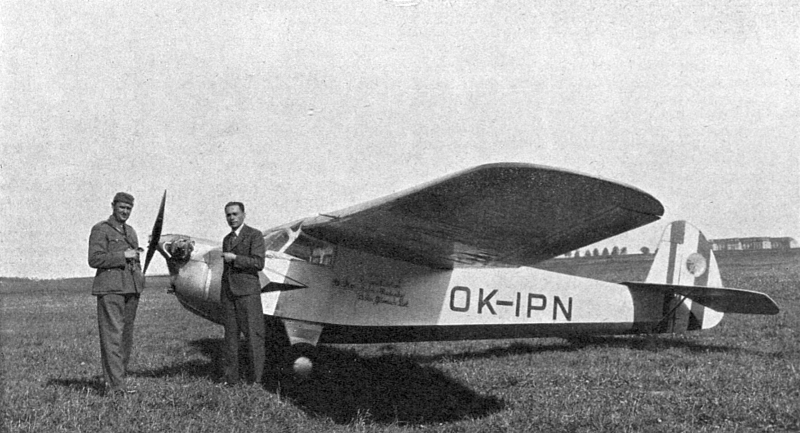
Praga E-114 (OK-IPN), kpt. Fuksa a ing. Havránek (Letectví, červen 1936)

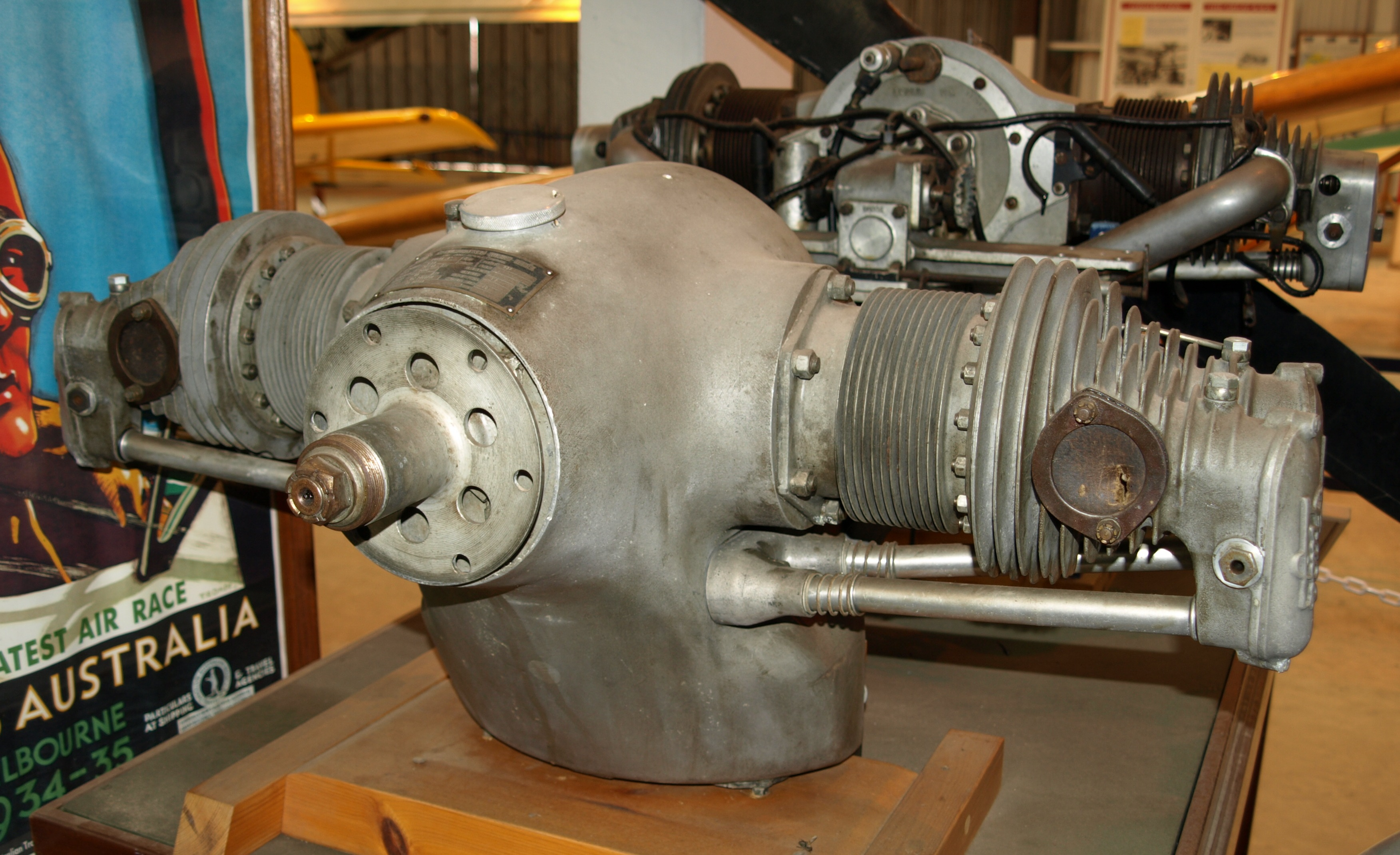
Jowett-Praga B od společnosti Jowett Cars Ltd. Bradford

## Použití
Bezpečně nejrozšířenější aplikací byla instalace na letounu Praga E-114B. Bylo to druhé, sportovní letadlo z produkce letadlového oddělení Praga společnosti Českomoravská Kolben-Daněk a.s., Praha-Karlín (po letounu Praga BH-111). První prototyp poprvé vzlétl v srpnu 1934 (OK-PGA, imatrikulován byl 27. září 1934) ještě s hranatým překrytem kabiny, s velkými koly podvozku a byl ještě vybaven americkým plochým dvouválcovým motorem Aeronca E-113A o výkonu 26,5 kW/35 k, který byl záhy zaměněn za plochý dvouválcový motor chlazený vzduchem Praga B konstruktéra Bohuslava Šimůnka o nominálním výkonu 18 kW/24 k a vzletovém 26,5 kW/36 k. Sériové letouny vyráběné od roku 1935 byly osazeny upravenou verzí motoru Praga B-2 o výkonu 31–34 kW/42–46 k.

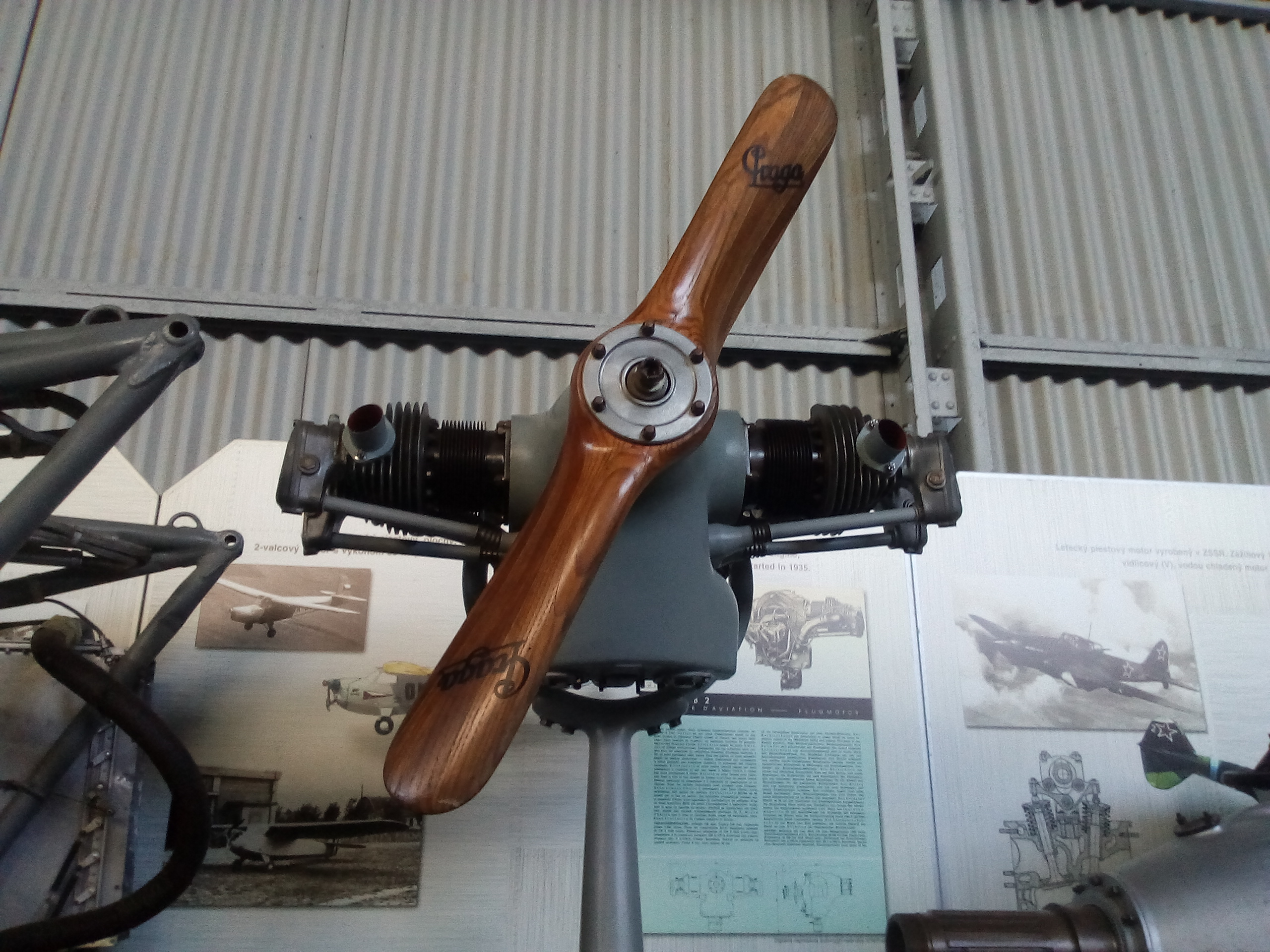
Praga B-2 v leteckom múzeum Košice.

Světové veřejnosti byl letoun E-114B představen v prosinci 1934 na pařížském aerosalonu a také byl předveden ve vzduchu, jednoduchými akrobatickými prvky. Pak se účastnil četných leteckých dnů a letů po Československu. V dubnu 1935 byl vystaven na světové výstavě v Bruselu, kde získal zlatou medaili. Do Prahy se tento „výstavní“ letoun vrátil až po skončení výstavy, v listopadu 1935. V rámci doprovodného programu XI. Letní olympiády v Berlíně byl 29. a 30. července 1936 pořádán závod v letecké akrobacii, který skončil velikým úspěchem československých letců v světové konkurenci: 2. místo obsadil prap. P. Široký, 3. místo por. Fr. Novák. V těchto dnech v hvězdicovém letu, pořádaném Aeroklubem von Deutschland, obsadili na letadle Praga Air Baby s motorem Praga 36 ks: 1. místo kpt. V. Fuksa a 2. místo npr. J. Polma v soutěži se 47 stroji ze 16 států. Kpt. V. Fuksa na témže stroji (OK-IPN) krátce před tím dne 21. června 1936 s pozorovatelem ing. Janem Havránkem překonali světový rekord na vzdálenost (trať Cheb–Vilno, 1011 km). Tento výkon brzy zlepšili kpt. J. Polma a npor. Fr. Zelený, kteří 29. srpna 1936 prolétli trať Praha–Moskva (1654,75 km, vzdálenost v přímé linii, 30. srpna 1936) na stroji téhož typu. Následně kpt. Y. Fuksa s npor. Hejtmánkem dokumentovali znovu svoji třídu ve hvězdicovém letu do maďarského Siofoku, kde obsadili 1. místo před Maďary a Němci. Na II. Hallerově západočeském okruhu, pořádaném 16. května 1937, dokončilo 23 strojů a 1. místo obsadila dvojice Vondráček – Ing. Jaroslav Hausmann na letadle Praga Baby E 114.
Toto letadlo díky motoru Praga В získalo čs. letectví celou řadu mezinárodních rychlostních rekordů na trati 100 a 1.000 km dlouhé, mezinárodní rekordy výškové a mezinárodní rekordy dálkové. V celé řadě leteckých závodů v Evropě zvítězilo toto letadlo, tak např. v závodě Manx Air Derby, XI. letní olympiádě v Berlíně, mezinárodní rallye Siofoku, dálkový let Londýn – Kapské Město atd.
Praga názvem Air Baby zdůrazňovala jeho příbuzné vlastnosti a určení s tehdy populárním lidovým automobilem Praga Baby (1934). V letech 1934–1941 bylo vyrobeno přibližně 200 těchto letounů.

## Použití (B & B-2) v letadlech
- Alaparma A.M.10 Tucano
- AVEX Yakstas Racer
- de Schelde Scheldemeeuw
- de Schelde Scheldemusch
- Hillson Pennine
- Mignet Flying Flea
- Praga E.114/Hillson Praga
- Praga E.115

## Specifikace
Údaje podle

### Hlavní technické údaje
- Typ: dvouválcový boxer chlazený vzduchem
- Vrtání: 105 mm
- Zdvih: 110 mm
- Zdvihový objem: 1 906 cm³
- Celková délka: 610 mm
- Šířka: 854 mm
- Výška: 520 mm
- Suchá hmotnost: 48 kg ± 3 % (bez vrtulového náboje)

### Součásti
- Ventilový rozvod: jeden sací a jeden výfukový ventil na válec
- Palivový systém: karburátor Zenith 42 M 143
- Palivo: 62oktanový letecký benzín
- Zapalování: magneta Bosch BTH MC2—S 1
- Mazání: systém suché klikové skříně, tlakové
- Chlazení: vzduchové

### Výkony
| Označení motoru | Praga B                        | Praga B-2                      |
| --------------- | ------------------------------ | ------------------------------ |
| Výroba od       | 1934                           | 1935                           |
| Jmenovitý výkon | 26,5 kW / 36 k při 2400 ot/min | 29,4 kW / 40 k při 2440 ot/min |
| Vzletový výkon  | 29,4 kW / 40 k při 2500 ot/min | 33,1 kW / 45 k při 2510 ot/min |

- Měrný výkon: 15,4 kW/l (21,0 k/l)
- Kompresní poměr: 1:6,7
- Spotřeba paliva: 230 g.h−1.k−1 / 313 g.h−1.kW−1
- Spotřeba oleje: 0,2–0,3 kg/h